# Meijin 1990
Il Meijin 1990 è stata la 15ª edizione del torneo goistico giapponese Meijin.

## Qualificazioni
|  | Quarti di finale  | Quarti di finale  | Quarti di finale |                 |               | Semifinali    | Semifinali | Semifinali |  |  | Finale | Finale | Finale |  |
|  |                   |                   |                  |                 |               |               |            |            |  |  |        |        |        |  |
|  | Yasuichi Narusawa | Yasuichi Narusawa | 0                |                 |               |               |            |            |  |  |        |        |        |  |
|  | Yasuichi Narusawa | Yasuichi Narusawa | 0                |                 |               |               |            |            |  |  |        |        |        |  |
|  | Hideo Otake       | Hideo Otake       | 1                |                 |               |               |            |            |  |  |        |        |        |  |
|  | Hideo Otake       | Hideo Otake       | 1                |                 | Hideo Otake   | Hideo Otake   | 1          |            |  |  |        |        |        |  |
|  |                   |                   |                  |                 | Hideo Otake   | Hideo Otake   | 1          |            |  |  |        |        |        |  |
|  |                   |                   | Naoto Hikosaka   | Naoto Hikosaka  | 0             |               |            |            |  |  |        |        |        |  |
|  | Eio Sakata        | Eio Sakata        | Naoto Hikosaka   | Naoto Hikosaka  | 0             | 0             |            |            |  |  |        |        |        |  |
|  | Eio Sakata        | Eio Sakata        |                  |                 |               |               |            |            |  |  |        |        |        |  |
|  | Naoto Hikosaka    | Naoto Hikosaka    | 1                |                 |               |               |            |            |  |  |        |        |        |  |
|  | Naoto Hikosaka    | Naoto Hikosaka    | 1                |                 | Hideo Otake   | Hideo Otake   | 1          |            |  |  |        |        |        |  |
|  |                   |                   |                  |                 |               |               |            |            |  |  |        |        |        |  |
|  |                   |                   | Satoshi Kataoka  | Satoshi Kataoka | 0             |               |            |            |  |  |        |        |        |  |
|  | Yoshio Ishida     | Yoshio Ishida     | Satoshi Kataoka  | Satoshi Kataoka | 0             | 1             |            |            |  |  |        |        |        |  |
|  | Yoshio Ishida     | Yoshio Ishida     |                  |                 |               |               |            |            |  |  |        |        |        |  |
|  | Yuichi Sonoda     | Yuichi Sonoda     | 0                |                 |               |               |            |            |  |  |        |        |        |  |
|  | Yuichi Sonoda     | Yuichi Sonoda     | 0                |                 | Yoshio Ishida | Yoshio Ishida | 0          |            |  |  |        |        |        |  |
|  |                   |                   |                  |                 | Yoshio Ishida | Yoshio Ishida | 0          |            |  |  |        |        |        |  |
|  |                   |                   | Satoshi Kataoka  | Satoshi Kataoka | 1             |               |            |            |  |  |        |        |        |  |
|  | Hideki Komatsu    | Hideki Komatsu    | Satoshi Kataoka  | Satoshi Kataoka | 1             | 0             |            |            |  |  |        |        |        |  |
|  | Hideki Komatsu    | Hideki Komatsu    |                  |                 |               |               |            |            |  |  |        |        |        |  |
|  | Satoshi Kataoka   | Satoshi Kataoka   | 1                |                 |               |               |            |            |  |  |        |        |        |  |

|  | Quarti di finale  | Quarti di finale  | Quarti di finale  |                   |                   | Semifinali        | Semifinali | Semifinali |  |  | Finale | Finale | Finale |  |
|  |                   |                   |                   |                   |                   |                   |            |            |  |  |        |        |        |  |
|  | Shuzo Ohira       | Shuzo Ohira       | 0                 |                   |                   |                   |            |            |  |  |        |        |        |  |
|  | Shuzo Ohira       | Shuzo Ohira       | 0                 |                   |                   |                   |            |            |  |  |        |        |        |  |
|  | Hiromasa Yanagawa | Hiromasa Yanagawa | 1                 |                   |                   |                   |            |            |  |  |        |        |        |  |
|  | Hiromasa Yanagawa | Hiromasa Yanagawa | 1                 |                   | Hiromasa Yanagawa | Hiromasa Yanagawa | 0          |            |  |  |        |        |        |  |
|  |                   |                   |                   |                   | Hiromasa Yanagawa | Hiromasa Yanagawa | 0          |            |  |  |        |        |        |  |
|  |                   |                   | Satoru Kobayashi  | Satoru Kobayashi  | 1                 |                   |            |            |  |  |        |        |        |  |
|  | Toshiya Imamura   | Toshiya Imamura   | Satoru Kobayashi  | Satoru Kobayashi  | 1                 | 0                 |            |            |  |  |        |        |        |  |
|  | Toshiya Imamura   | Toshiya Imamura   |                   |                   |                   |                   |            |            |  |  |        |        |        |  |
|  | Satoru Kobayashi  | Satoru Kobayashi  | 1                 |                   |                   |                   |            |            |  |  |        |        |        |  |
|  | Satoru Kobayashi  | Satoru Kobayashi  | 1                 |                   | Satoru Kobayashi  | Satoru Kobayashi  | 0          |            |  |  |        |        |        |  |
|  |                   |                   |                   |                   |                   |                   |            |            |  |  |        |        |        |  |
|  |                   |                   | Hideyuki Fujisawa | Hideyuki Fujisawa | 1                 |                   |            |            |  |  |        |        |        |  |
|  | Hideyuki Fujisawa | Hideyuki Fujisawa | Hideyuki Fujisawa | Hideyuki Fujisawa | 1                 | 1                 |            |            |  |  |        |        |        |  |
|  | Hideyuki Fujisawa | Hideyuki Fujisawa |                   |                   |                   |                   |            |            |  |  |        |        |        |  |
|  | Reiki Magari      | Reiki Magari      | 0                 |                   |                   |                   |            |            |  |  |        |        |        |  |
|  | Reiki Magari      | Reiki Magari      | 0                 |                   | Hideyuki Fujisawa | Hideyuki Fujisawa | 1          |            |  |  |        |        |        |  |
|  |                   |                   |                   |                   | Hideyuki Fujisawa | Hideyuki Fujisawa | 1          |            |  |  |        |        |        |  |
|  |                   |                   | Shoji Hashimoto   | Shoji Hashimoto   | 0                 |                   |            |            |  |  |        |        |        |  |
|  | Shoji Hashimoto   | Shoji Hashimoto   | Shoji Hashimoto   | Shoji Hashimoto   | 0                 | 1                 |            |            |  |  |        |        |        |  |
|  | Shoji Hashimoto   | Shoji Hashimoto   |                   |                   |                   |                   |            |            |  |  |        |        |        |  |
|  | Hiroshi Yamashiro | Hiroshi Yamashiro | 0                 |                   |                   |                   |            |            |  |  |        |        |        |  |

|  | Quarti di finale   | Quarti di finale   | Quarti di finale |                |                 | Semifinali      | Semifinali | Semifinali |  |  | Finale | Finale | Finale |  |
|  |                    |                    |                  |                |                 |                 |            |            |  |  |        |        |        |  |
|  | Ryuzo Sakaguchi    | Ryuzo Sakaguchi    | 1                |                |                 |                 |            |            |  |  |        |        |        |  |
|  | Ryuzo Sakaguchi    | Ryuzo Sakaguchi    | 1                |                |                 |                 |            |            |  |  |        |        |        |  |
|  | Kaiseki Su         | Kaiseki Su         | 0                |                |                 |                 |            |            |  |  |        |        |        |  |
|  | Kaiseki Su         | Kaiseki Su         | 0                |                | Ryuzo Sakaguchi | Ryuzo Sakaguchi | 1          |            |  |  |        |        |        |  |
|  |                    |                    |                  |                | Ryuzo Sakaguchi | Ryuzo Sakaguchi | 1          |            |  |  |        |        |        |  |
|  |                    |                    | Shinichi Aoki    | Shinichi Aoki  | 0               |                 |            |            |  |  |        |        |        |  |
|  | Shinichi Aoki      | Shinichi Aoki      | Shinichi Aoki    | Shinichi Aoki  | 0               | 1               |            |            |  |  |        |        |        |  |
|  | Shinichi Aoki      | Shinichi Aoki      |                  |                |                 |                 |            |            |  |  |        |        |        |  |
|  | Yoshitaka Ushikubo | Yoshitaka Ushikubo | 0                |                |                 |                 |            |            |  |  |        |        |        |  |
|  | Yoshitaka Ushikubo | Yoshitaka Ushikubo | 0                |                | Ryuzo Sakaguchi | Ryuzo Sakaguchi | 0          |            |  |  |        |        |        |  |
|  |                    |                    |                  |                |                 |                 |            |            |  |  |        |        |        |  |
|  |                    |                    | Norimoto Yoda    | Norimoto Yoda  | 1               |                 |            |            |  |  |        |        |        |  |
|  | Norimoto Yoda      | Norimoto Yoda      | Norimoto Yoda    | Norimoto Yoda  | 1               | 1               |            |            |  |  |        |        |        |  |
|  | Norimoto Yoda      | Norimoto Yoda      |                  |                |                 |                 |            |            |  |  |        |        |        |  |
|  | Masamitsu Tsuchida | Masamitsu Tsuchida | 0                |                |                 |                 |            |            |  |  |        |        |        |  |
|  | Masamitsu Tsuchida | Masamitsu Tsuchida | 0                |                | Norimoto Yoda   | Norimoto Yoda   | 1          |            |  |  |        |        |        |  |
|  |                    |                    |                  |                | Norimoto Yoda   | Norimoto Yoda   | 1          |            |  |  |        |        |        |  |
|  |                    |                    | Takeo Kajiwara   | Takeo Kajiwara | 0               |                 |            |            |  |  |        |        |        |  |
|  | Takeo Kajiwara     | Takeo Kajiwara     | Takeo Kajiwara   | Takeo Kajiwara | 0               | 1               |            |            |  |  |        |        |        |  |
|  | Takeo Kajiwara     | Takeo Kajiwara     |                  |                |                 |                 |            |            |  |  |        |        |        |  |
|  | Kunio Kamimura     | Kunio Kamimura     | 0                |                |                 |                 |            |            |  |  |        |        |        |  |

## Torneo
- W indica vittoria col bianco
- B indica vittoria col nero
- X indica la sconfitta
- +R indica che la partita si è conclusa per abbandono
- +N indica lo scarto dei punti a fine partita
- +F indica la vittoria per forfeit
- +T indica la vittoria per timeout
- +? indica una vittoria con scarto sconosciuto
- V indica una vittoria in cui non si conosce scarto e colore del giocatore

| Giocatore         | S.A.  | R.K.  | M.T.  | C.C. | K.H.  | M.K.  | H.O. | H.F. | N.Y.  | Risultato | Note                    |
| ----------------- | ----- | ----- | ----- | ---- | ----- | ----- | ---- | ---- | ----- | --------- | ----------------------- |
| Shuzo Awaji       | –     | X     | W+2,5 | B+R  | W+R   | B+3,5 | X    | X    | X     | 4-4       |                         |
| Rin Kaiho         | W+2,5 | –     | X     | W+R  | X     | W+R   | X    | X    | B+4,5 | 4-4       |                         |
| Masaki Takemiya   | X     | W+3,5 | –     | X    | W+R   | B+5,5 | W+R  | B+R  | W+3,5 | 6-2       |                         |
| Cho Chikun        | X     | X     | W+R   | –    | B+2,5 | W+R   | X    | W+R  | B+4,5 | 5-3       |                         |
| Kunihisa Honda    | X     | W+9,5 | X     | X    | –     | B+R   | X    | B+R  | X     | 3-5       | Retrocesso              |
| Masao Kato        | X     | X     | X     | X    | X     | –     | X    | X    | X     | 0-8       | Retrocesso              |
| Hideo Otake       | B+R   | W+R   | X     | W+R  | B+R   | W+2,5 | –    | B+R  | W+R   | 7-1       | Qualificato alla finale |
| Hideyuki Fujiwara | W+3,5 | B+5,5 | X     | X    | X     | B+3,5 | X    | –    | X     | 3-5       | Retrocesso              |
| Norimoto Yoda     | B+1,5 | X     | X     | X    | B+1,5 | W+1,5 | X    | W+R  | –     | 4-4       |                         |

## Finale
La finale è stata una sfida al meglio delle sette partite ma l'ultima non è stata giocata in quanto Koichi Kobayashi aveva già ottenuto le quattro vittorie necessarie ad aggiudicarsi il torneo.